# DallAmeriCaruso
DallAmeriCaruso è un album dal vivo del cantautore italiano Lucio Dalla, registrato presso il Village Gate di New York il 23 marzo 1986 e pubblicato il successivo 10 ottobre con l'aggiunta di un inedito, la canzone "Caruso".

## Tracce
Testi e musiche di Lucio Dalla, eccetto dove indicato
1. Caruso (Inedito) – 5:11
2. Balla balla ballerino – 5:52
3. La sera dei miracoli (brano presente su LP e MC e non sul CD) – 5:50
4. Viaggi organizzati – 5:39
5. Anna e Marco – 5:13
6. Tutta la vita – 5:21
7. Se io fossi un angelo (Lucio Dalla-Roberto Costa) – 4:57
8. Cara – 6:32
9. Grande figlio di puttana (eseguita da Gaetano Curreri) (brano presente su LP e MC e non sul CD) (Lucio Dalla, Gianfranco Baldazzi, Giovanni Pezzoli, Gaetano Curreri) – 5:13
10. L'ultima luna (brano presente su LP e MC di 7:06 e non sul CD)[nota 1] – 5:24
11. Washington (su LP e MC è presente una coda strumentale, tagliata sul CD, per una durata complessiva di 7:17) (Lucio Dalla-Tullio Ferro) – 5:07
12. 4/3/1943 (Lucio Dalla-Paola Pallottino) – 4:49
13. Futura – 5:43
14. Stella di mare – 6:08
15. L'anno che verrà – 6:48

1. ↑  la traccia live del brano L'ultima luna è presente soltanto su un raro CD singolo stampato per il mercato francese, dal titolo Caruso.

## Formazione
- Lucio Dalla - voce, pianoforte e tastiera
- Ricky Portera - chitarre elettriche e cori
- Aldo Fedele - tastiere
- Gaetano Curreri - tastiere e cori; voce in "Grande figlio di puttana" e “chiedi chi erano i Beatles”
- Marco Nanni - basso
- Giovanni Pezzoli - batteria
- Bruno Mariani - chitarra in "Caruso"
- Roberto Costa - pianoforte, basso e tastiere in "Caruso"

## Classifiche
| Classifica (2000-2012) | Posizione massima |
| ---------------------- | ----------------- |
| Italia                 | 4                 |

### Classifiche di fine anno
| Classifica (2012) | Posizione |
| ----------------- | --------- |
| Italia            | 78        |